# Roberto Ciaramella
Roberto Ciaramella (Napoli, 11 maggio 1887 – Napoli, 31 agosto 1961) è stato un cantante e attore teatrale italiano.

## Biografia
Debuttò nel 1894, a soli sette anni, al Teatro Rossini di Napoli cantando l'inedita Maria Marì di Eduardo Di Capua, suo maestro di canto. In breve tempo divenne un beniamino del pubblico partenopeo, tanto da venire chiamato a far parte della Cantata dei Pastori di Angelo Gabriele. In questo periodo, proprio giocando sul nome di Gabriele, Ciaramella si conquistò il soprannome di "la più bella voce d'Angelo".
Nel 1903, a sedici anni, si arruolò in marina, ma nel 1913 fu nuovamente sul palcoscenico, formando un trio, con Mimì Maggio e Silvia Coruzzolo, che si dedicò ai primi tentativi di sceneggiata.
Lo scoppio della prima guerra mondiale interruppe nuovamente la sua carriera, quando venne richiamato sotto le armi, ma nel 1918, alla fine del conflitto, tornò ancora a Napoli e si riunì ai suoi due compagni d'avventura.
Nel 1920, costretto a letto da un serio infortunio, cominciò a scrivere qualche idea, divenendo in breve tempo un prolifico e geniale autore di sceneggiate, macchiette, canzoni napoletane e popolari.
Come molti suoi compaesani, compì numerose tournée negli Stati Uniti, dove ebbe accoglienze calorosissime, durante le quali intraprese anche l'attività di import-export di generi musicali e nuove tendenze.
Nella sua lunga carriera incise numerosissimi dischi, soprattutto per l'etichetta Columbia, duettando spesso con la moglie Anna Carlevalis e con il popolare Ciccillo Rondinella. Tra i suoi maggiori successi, si ricordano: la famosa Tarantella Italiana, O squilibrato e Ah Matalè.

## Discografia parziale

### 78 giri
- 1915: Nun facite ‘o… farenella!/Donna Fifì (Phonotype, PH 01498; con Elvira Donnarumma)
- 1917: Vita ‘e marenare/Tammurriata nuvella (Phonotype, PH 01825)